# Élections législatives djiboutiennes de 2018
Les élections législatives djiboutiennes de 2018 se déroulent le 23 février 2018 afin de renouveler les 65 membres de l’Assemblée nationale de Djibouti. L'Union pour la majorité présidentielle (centre-gauche) conserve une très large majorité des sièges, au cours d'un scrutin boycotté par une large part de l'opposition.

## Contexte
Le parti au pouvoir, l'Union pour la majorité présidentielle (UMP), part grand favori du scrutin, faisant face à une opposition divisée dont une partie boycotte le scrutin. L'UMP est notamment le seul parti à présenter autant de candidats que de sièges à pourvoir. Pourvus d'importants moyens, il axe sa campagne sur le développement des infrastructures du pays mis en œuvre au cours du mandat précèdent.
En face, l'opposition dénonce le taux de chômage important chez les jeunes, les importants contrats miniers accordés à la Chine, l’insécurité au nord du pays ainsi que le contrôle du pouvoir sur les institutions organisatrices du scrutin. Une partie de l'opposition boycotte ainsi les élections, les estimant « jouées d’avance ». Aden Mohamed Abdou, chef de l’Alliance républicaine pour le développement (ARD) dénonce ainsi « les manipulations du pouvoir pour susciter les divisions [...] avec une commission électorale aux ordres et une opposition officielle choisie et servant de faire-valoir »,.

## Mode de scrutin
Djibouti est doté d'un parlement bicaméral dont la chambre haute, le sénat, n'a pas encore été instituée et dont la chambre basse est l'Assemblée nationale. Cette dernière est composée de 65 sièges dont les membres sont élus pour cinq ans selon un scrutin de liste bloquée dans cinq circonscriptions plurinominales dotées de 3 à 35 sièges en fonction de leur population. Soit Djibouti-Ville, 35 députés ; Dikhil, 11 députés ; Tadjourah, 6 députés ; Ali-Sabieh, 6 députés ; Obock, 4 députés et Arta, 3 députés. 
Bien que le scrutin soit de nature proportionnelle, une très forte prime majoritaire de 80 % des sièges attribuée à la liste arrivée en tête le rend à finalité majoritaire. Les 20 % de sièges restants à pourvoir dans les circonscriptions sont répartis entre les listes suivantes ayant franchi un seuil électoral de 10 %. Si aucune liste n'a franchit ce seuil, la liste arrivée en tête remporte la totalité des sièges de la circonscription.
Ce mode de scrutin, institué à la suite de la modification en 2012 de l'article 33 de la loi électorale, a été utilisé pour la première fois lors des élections précédentes en 2013. Auparavant, la liste arrivée en tête recevait l'intégralité des sièges de la circonscription.
Depuis le 11 janvier 2018, un quart des sièges sont réservés aux femmes, soit seize députées. Auparavant, ce quota était d'un dixième.

## Fichier électoral
La république de Djibouti instaure par décret un nouveau fichier électoral numérisé le 21 janvier 2016, ce qui implique alors pour les électeurs la nécessité d'effectuer une procédure de réinscription. Or, les révisions des listes électorales à Djibouti ne peuvent avoir lieu que du 2 janvier au 30 septembre de chaque année, et uniquement en dehors des années d'élections. De ce fait, seuls 194 169 personnes s'inscrivent à temps pour les élections de 2018 sur une population de 919 445 habitants, soit moins d'un quart de la population, un chiffre « jugé très faible par les acteurs politiques » djiboutiens, note la Mission d’observation électorale de l’Union africaine dans ses conclusions préliminaires du 26 février.

## Résultats
|                           | |         |       |        |               |  |  |  |  |
| Parti                     | Parti | Voix    | %     | Sièges | +/-           |  |  |  |  |
|                           | Union pour la majorité présidentielle (UMP)                                                                      | 105 278 | 87,83 | 57     | 2             |  |  |  |  |
|                           | Coalition UDJ-PDD - Union pour la démocratie et la justice (UDJ) - Parti djiboutien pour le développement (PDD). | 13 088  | 10,92 | 7      | 7             |  |  |  |  |
|                           | Centre des démocrates unifiés (CDU)                                                                              | 811     | 0,68  | 1      | 1             |  |  |  |  |
|                           | Alliance républicaine pour le développement (ARD)                                                                | 684     | 0,57  | 0      | en stagnation |  |  |  |  |
|                           | |         |       |        |               |  |  |  |  |
| Suffrages exprimés        | Suffrages exprimés                                                                                               | 119 861 | 92,00 |        |               |  |  |  |  |
| Votes blancs et invalides | Votes blancs et invalides                                                                                        | 10 427  | 8,00  |        |               |  |  |  |  |
| Total                     | Total | 130 288 | 100   | 65     | en stagnation |  |  |  |  |
| Abstentions               | Abstentions | 63 881  | 32,90 |        |               |  |  |  |  |
| Inscrits / participation  | Inscrits / participation                                                                                         | 194 169 | 67,10 |        |               |  |  |  |  |

### Résultats par circonscription
| Circonscription | Total des voix | Parti | Parti   | Voix   | %      | Sièges |
| --------------- | -------------- | ----- | ------- | ------ | ------ | ------ |
| Djibouti-Ville  | 67 317         |       | UMP     | 54 229 | 80,56  | 28     |
| Djibouti-Ville  | 67 317         |       | UDJ-PDD | 13 088 | 19,44  | 7      |
| Arta            | 6 349          |       | UMP     | 6 349  | 100,00 | 3      |
| Ali Sabieh      | 7 706          |       | UMP     | 6 895  | 89,48  | 5      |
| Ali Sabieh      | 7 706          |       | CDU     | 811    | 10,52  | 1      |
| Dikhil          | 16 992         |       | UMP     | 16 992 | 100,00 | 11     |
| Tadjourah       | 13 193         |       | UMP     | 12 509 | 94,82  | 6      |
| Tadjourah       | 13 193         |       | ARD     | 684    | 5,18   | 0      |
| Obock           | 8 304          |       | UMP     | 8 304  | 100,00 | 4      |

## Analyse
L'Union pour la majorité présidentielle se présente seule dans les circonscriptions d’Arta, d’Obock et de Dikhil, lui assurant d'office un minimum de 18 sièges. Dans la circonscription de la capitale Djibouti, totalisant le plus de sièges, l'UMP en remporte 28 sur 35, n'en laissant que 7 à la coalition réunissant l'Union pour la démocratie et la justice (UDJ) et le Parti djiboutien pour le développement (PDD). L'UMP remporte la totalité des sièges dans les circonscriptions restantes face à l’Alliance républicaine pour le développement (ARD) et au Centre démocrates unifiés (CDU), a l'exception d'un siège revenant à la CDU dans la circonscription d'Ali Abieh.
Par ailleurs, le système de quota permet à quinze femmes d'être élues députées, contre huit dans l'assemblée sortante.